# Königsfeld (Sajonia)
Königsfeld es un municipio situado en el distrito de Sajonia Central, en el estado federado de Sajonia (Alemania), a una altitud de 200 metros. Su población a finales de 2016 era de unos 1500 habitantes y su densidad poblacional, 52 hab/km².